# Laminaribiose

SNFG-Darstellung von Laminaribiose

Laminaribiose ist eine chemische Verbindung aus der Gruppe der Disaccharide (Zweifachzucker). Die Substanz besteht aus zwei Molekülen Glucose, die über eine β(1→3)-glycosidische Bindung verknüpft sind. Sie entsteht als partielles Abbauprodukt von Laminarin aus Braunalgen. Auch in einigen Landpflanzen findet sich die Laminaribiose als Bestandteil von Glycosiden, so etwa in der Zeitlose Colchicum speciosum mit dem Aglycon Luteolin. Weiterhin wurde das Disaccharid in Honig und Bier gefunden; Gerstenmalz enthält das Enzym Laminarinase (endo-1,3(4)-β-Glucanase), welches β(1→3)- und β(1→4)-verknüpfte Glucane der Hefe zerlegen kann.